# Nesapterus molokaiensis
Nesapterus molokaiensis är en skalbaggsart som beskrevs av Sharp 1908. Nesapterus molokaiensis ingår i släktet Nesapterus och familjen glansbaggar. Inga underarter finns listade i Catalogue of Life.